# تپه کال کچکین
تپه کال کچکین در شهرستان گیلانغرب، بخش گواور، دهستان گواور، ۲۳۰۰ متری جنوب غربی روستای باسکله درانبار واقع شده و این اثر در تاریخ ۲۷ اسفند ۱۳۸۶ با شمارهٔ ثبت ۲۲۳۶۶ به‌عنوان یکی از آثار ملی ایران به ثبت رسیده است.